# The Parenting
The Parenting è un film del 2025 diretto da Craig Johnson.

## Trama
I fidanzati Rohan e John invitano i rispettivi genitori in una casa di campagna che hanno affittato per il weekend, senza sapere che la dimora è infestata da una malvagia entità, il demone Andras.

## Produzione
Nel gennaio 2021 New Line Cinema ha avviato la produzione del film e nel marzo 2022 è stato annunciato il cast; le riprese sono iniziate nello stesso mese in Massachusetts.

## Promozione
Il primo trailer è stato diffuso il 28 febbraio 2025.

## Distribuzione
Il film è stato distribuito il 13 marzo 2025 sulla piattaforma Max.

## Accoglienza
Il film è stato accolto freddamente dalle principali testate statunitensi e britanniche. L'aggregatore di recensioni Rotten Tomatoes riporta un indice di gradimento del 48%.